# Scuola degli arazzi di Esino Lario
La Scuola degli Arazzi di Esino Lario era un'arazzeria italiana creata a Esino Lario da don Giovanni Battista Rocca; fu attiva dagli anni Trenta agli anni Sessanta. La scuola produceva arazzi su bozzetti originali di artisti italiani e venne premiata più volte con la Medaglia d'oro della Triennale di Milano.

## Storia
La Scuola degli Arazzi di Esino Lario viene fondata nel 1936 da don Giovanni Battista Rocca, proveniente da una famiglia di setaioli della Brianza e all'epoca parroco di Esino Lario. L'arazzeria ottiene l'attenzione della Galleria del Fiore e della Triennale di Milano, dove viene premiata con Medaglia d'oro alle edizioni del 1940, 1951 e 1954 e dove, nel 1957, la galleria del Fiore di Milano, diretta da Luciano Cassuto e legata all'attività del gruppo MAC Movimento Arte Concreta, espone una serie di opere tessute su cartoni di Aymone, Bordoni, Chighine, Gianni Dova, Magnelli, Enrico Prampolini, Pino Reggiani, Atanasio Soldati e Ettore Sottsass jr. L'arazzeria di Esino Lario crea inoltre un lavoro a partire da un cartone di Felice Casorati per il transatlantico Leonardo da Vinci (gli altri pannelli erano stati eseguiti dal laboratorio di Ugo Scassa). La scuola produce inoltre opere a partire da bozzetti di artisti quali Aligi Sassu, Salvatore Fiume, Bruno Cassinari, Umberto Lilloni, Pietro Marussig, Piero Fornasetti, Filiberto Sbardella. Chiusa nel 1961, con l'intento di riattivare la produzione e mantenere viva la tecnica e la maestria artigianale, l'arazzeria viene riaperta nel 1990 creando la cooperativa "Arazzi Esino SCRL" con sede a Villa Clotilde. Con lo scioglimento della cooperativa, avvenuto il 4 febbraio 2004, l'arazzeria viene nuovamente chiusa. Arazzi della scuola di Esino sono conservati dalla Triennale di Milano e dalla Fondazione della Provincia di Lecco Onlus (arazzo realizzato nel 1958 su cartone di Franco Alquati, in deposito a Villa Locatelli).

## Caratteristiche della produzione di arazzi
Le principali caratteristiche dell'arazzeria di Esino sono la grande varietà di colori, l'uso di fili di seta e la tessitura su telai brevettati. Gli arazzi sono fabbricati con fili di seta colorati a fuoco con coloranti solidi; la scuola ha una propria tintoria che permette di produrre le più svariate gamme di colore. La tessitura avviene con orditi di canapa 12/2 e l'uso dei fili di seta; la finezza della seta prolunga sensibilmente i tempi di produzione ma consente di ottenere realizzazioni di grande qualità e finezza, sia nella densità dei nodi sia nella varietà e nelle sfumature dei colori. I telai dell'arazzeria, che migliorando gli antichi telai a liccio permettono di ridurre i tempi di tessitura, sono brevettati dallo stesso don Giovanni Battista Rocca.

### Opere della Scuola degli arazzi di Esino Lario
Tra le opere della Scuola degli arazzi di Esino Lario vi sono
- La Tonnara, disegno di Aligi Sassu, 1951, cm 380 x 490, Medaglia d'oro alla Triennale di Milano, Collezione Xa Triennale di Milano[5].
- La Vendemmia, disegno di Umberto Lilloni, 1951, cm 220 x 160[6].
- Frutta, disegno di Piero Fornasetti, 1940, cm 95 x 80[7].
- Casa Ideale, disegno di Piero Fornasetti, 1940, cm 75 x 225[8].
- Composizione, disegno di Atanasio Soldati, 1952, cm 180 x 110[9].
- Composizione, disegno di Alberto Magnelli, 1955, cm 180 x 155[10].
- Composizione, disegno di Alberto Lardera, 1955, cm 190 x 140[11].
- Composizione, disegno di Silvano Bozzolini, 1956, cm 174 x 160[12].
- Composizione, disegno di Mauro Reggiani, 1955, cm 140 x 240[13].
- Composizione, disegno di Enrico Bordoni, 1956, cm 160 x 125[14].
- Laguna, disegno di Guido Marussig, 1956, cm 130 x 180[15].
- Composizione, disegno di Jean Leppien, 1955, cm 210 x 140[16].
- Pianeta classica in arazzo, disegno di Pietro Luzzani Rebay, 1951. Con stola, manipolo, velo e borsa, cm 180 x 110[17].
- La Favola, disegno di Emanuele Lunati.
- Sant'Antonio Abate con gli animali e Nascita di San Giovanni Battista, arazzi conservati nella chiesa di San Vittore di Esino Lario.
- Barche, disegno di Filiberto Sbardella, 1940[18].